# Centriscinae
Centriscinae é uma subfamília de peixes pertencentes à família Centriscidae, com 3 géneros e pelo menos 5 espécies, conhecida colectivamente pelo nome comum de peixe-camarão dada a sua semelhança com os camarões quando vistos de perfil dentro de água.

## Géneros e espécies
- Género Aeoliscus
  - Aeoliscus punctulatus (Bianconi, 1855)
  - Aeoliscus strigatus (Günther, 1861)
- Género Centriscops
  - Centriscops humerosus (Richardson, 1846)
- Género Centriscus
  - Centriscus cristatus (De Vis, 1885)
  - Centriscus scutatus Linnaeus, 1758